# Türkiye Maarif Vakfı
Türkiye Maarif Vakfı (englisch Turkish Maarif Foundation, deutsch „Türkische Bildungs-Stiftung“) ist eine staatliche türkische Stiftung. Sie wurde am 17. Juni 2016 durch das Gesetz No. 6721 begründet und hat das Ziel, formale und informelle Bildung zu fördern und Stipendien in allen Bildungsfeldern von der Vorschule bis zur Universität anzubieten und Einrichtungen zu errichten wie Schulen und Wohnheim sowie Pädagogen für diese Einrichtungen auszubilden und wissenschaftliche Forschung dazu durchzuführen. Außerdem soll sie akademische Werke veröffentlichen und Methoden und Bildungsaktivitäten durchführen, welche in Übereinstimmung mit den Gesetzen und Bestimmungen der Länder stehen, in denen sie arbeitet.

## Organisation
Die Türkei unterhält diplomatische Beziehungen zu 104 Ländern weltweit und in 52 Ländern wurden ständige Vertretungen eingerichtet. Aktivitäten werden in 67 Ländern durchgeführt. Die Türkiye Maarif Vakfı unterhält derzeit neun Training Center in Afghanistan, Deutschland, Österreich, Frankreich, Kosovo, Belarus und Belgien, eine Universität in Albanien und 42 Internate in aller Welt. Weitere Aktivitäten finden in 332 Schulen, Universitäten und Bildungszentren in 43 Ländern statt mit ca. 40.000 Studierenden. Die Stiftung beschäftigt insgesamt 7.327 Mitarbeiter im Ausland, davon 405 türkische Staatsangehörige. Neben diesen laufenden Aktivitäten sind 65 unterschiedliche Protokolle unterzeichnet, um neue Schulen zu eröffnen. Die Türkiye Maarif Vakfı dient als Tor zur internationalen Bildungsarena der Türkei und soll die kulturelle und zivilisatorische Interaktion und Wegbereitung für das Gemeinwohl fördern. Zusammen mit dem Ministerium für Nationale Bildung ist die TMF die einzige autorisierte Organisation für Bildungsdienstleistungen im Ausland. Als non-profit public educational foundation ist TMF ermächtigt, Bildungsinstitutionen von Vorschulen bis zu höherer Bildung zu führen.
Die Stiftung unterhält auch ein Büro in Köln und setzt sich in Deutschland für türkischsprachigen Unterricht ein.